# Morti nel 1986/Senza giorno specificato
| Questa pagina contiene informazioni ricavate automaticamente dalle voci biografiche con l'ausilio del template Bio e di un bot. L'aggiornamento è periodico e automatico e ricostruisce completamente la pagina. Se manca una persona in questa lista, sei pregato di non aggiungerla, ma accertati piuttosto che la sua voce biografica contenga il template Bio e che i dati anagrafici siano correttamente compilati. Se il template Bio manca, inseriscilo tu stesso o, in alternativa, metti l'avviso {{tmp\|Bio}} che ne segnala la mancanza. Se i dati riportati sono sbagliati, correggi direttamente la voce biografica; le modifiche saranno visibili in questa lista entro pochi giorni. Per chiarimenti vedi il progetto biografie. La lista contiene solo le 85 persone che sono citate nell'enciclopedia e per le quali è stato implementato correttamente il template Bio. Pagina aggiornata al 3 mar 2024. |

- Ugoberto Alfassio Grimaldi, storico, saggista e giornalista italiano (n. 1915)
- Enzo Altobelli, violoncellista italiano (n. 1926)
- Vladimir Arzamaskov, cestista sovietico (n. 1951)
- Giovanni Balansino, pittore italiano (n. 1912)
- Luigi Barbano, calciatore italiano (n. 1920)
- Mansi Barberis, compositrice e musicista rumena (n. 1899)
- Kenneth Barker, attore britannico (n. 1900)
- Gianlino Baschirotto, militare e aviatore italiano (n. 1914)
- Wanda Bontà, scrittrice e giornalista italiana (n. 1902)
- Ottorino Bossi, calciatore italiano (n. 1926)
- Esmée Bulnes, ballerina, direttrice artistica e coreografa britannica (n. 1900)
- Emilio Caglieri, commediografo italiano (n. 1898)
- Celso Calvetti, politico italiano (n. 1890)
- Gino Cancellotti, architetto italiano (n. 1896)
- Vera Cao Pinna, economista italiana (n. 1909)
- Antonio Cazzanelli, calciatore italiano (n. 1913)
- Enzio Cetrangolo, latinista, traduttore e poeta italiano (n. 1919)
- Edgardo Ciancamerla, calciatore italiano (n. 1912)
- Giulio Cittato, designer italiano (n. 1936)
- Lionello Colicigno, pianista, compositore e direttore d'orchestra italiano (n. 1909)
- Harry Cooke, schermidore britannico (n. 1907)
- Jeanne Daman, partigiana e insegnante belga (n. 1918)
- Nives De Grassi, velocista italiana (n. 1913)
- Driss Debbagh, ambasciatore marocchino (n. 1921)
- José Carlos Delfim, calciatore portoghese (n. 1907)
- Edgardo Dell'Acqua, fumettista italiano (n. 1912)
- Alfonso Failla, politico e anarchico italiano (n. 1906)
- Nicolás Falero, calciatore uruguaiano (n. 1921)
- Medardo Fantuzzi, ingegnere italiano (n. 1906)
- Angelo Fiore, scrittore italiano (n. 1908)
- Louis Gardet, arabista, islamista e storico delle religioni francese (n. 1904)
- Nino Giglio, partigiano e giornalista italiano (n. 1912)
- Armando Giuffredi, scultore e medaglista italiano (n. 1909)
- Angelo Giusti, scacchista italiano (n. 1901)
- Sabrina Grigorian, attrice armena (n. 1956)
- Marc Herlant, biologo belga (n. 1907)
- George Howe, attore inglese (n. 1900)
- Iorgu Iordan, linguista rumeno (n. 1888)
- Simion Ismailciuc, canoista romeno (n. 1930)
- György Kalmár, calciatore ungherese (n. 1912)
- Joseph Kaucsar, calciatore rumeno (n. 1904)
- Anbara Salam Khalidi, traduttrice, scrittrice e attivista libanese (n. 1897)
- Lee Kwon-mu, generale nordcoreano (n. 1914)
- Vincenzo La Gioia, imprenditore e dirigente sportivo italiano (n. 1901)
- Giuliano Laurenti, truccatore italiano (n. 1922)
- Mario Lupo, chimico e politico italiano (n. 1904)
- Nancy Lyle, tennista britannica (n. 1910)
- Antonio López Sierra, boia spagnolo (n. 1913)
- Moses Mabhida, politico sudafricano (n. 1923)
- Virgilio Martini, scrittore di fantascienza italiano (n. 1903)
- Francesco Mazzoleni, ingegnere italiano (n. 1914)
- Manfred Metzger, velista svizzero (n. 1905)
- Silvio Montanarella, aviatore e ammiraglio italiano (n. 1893)
- Viktor Viktorovič Morgenštern, regista sovietico (n. 1907)
- Robert Morris, allenatore di pallacanestro statunitense (n. 1902)
- Elizabeth Nord, sindacalista statunitense (n. 1902)
- Prospero Nuvoli, militare, aviatore e ingegnere italiano (n. 1901)
- Giuseppe Orlando, economista italiano (n. 1915)
- Franz Pagliani, politico e medico italiano (n. 1904)
- Carla Parsi-Bastogi, scrittrice italiana (n. 1904)
- Ferdinando Poggi, architetto italiano (n. 1902)
- Policarpo Ribeiro de Oliveira, calciatore brasiliano (n. 1907)
- Dattatreya Ramachandra Kaprekar, matematico indiano (n. 1905)
- Stephan Rauschert, botanico tedesco (n. 1931)
- Frank Rawcliffe, calciatore inglese (n. 1921)
- Mohommed Rayyan, militare e aviatore iracheno (n. 1955)
- Federico Righi, pittore italiano (n. 1908)
- Edith Rimmington, pittrice, poetessa e fotografa britannica (n. 1902)
- Herbert A. Rosenfeld, psicoanalista britannico (n. 1910)
- Ferrer Rossi, violinista e compositore italiano (n. 1910)
- Pasquale Santucci, politico italiano (n. 1895)
- Ferdinando Scopacasa, musicista italiano (n. 1918)
- Giuseppe Seccatore, calciatore italiano (n. 1901)
- Stefano Tamburini, grafico, fumettista e musicista italiano (n. 1955)
- Paolo Tarantino, politico italiano (n. 1923)
- Ruth Teitelbaum, programmatrice statunitense (n. 1924)
- John Thibaut, sociologo e psicologo statunitense (n. 1917)
- Antonio Valese, calciatore e allenatore di calcio italiano (n. 1913)
- Suzanne Van Damme, pittrice belga (n. 1901)
- Lorenzo Vigo-Fazio, scrittore italiano (n. 1897)
- Jim Ware, cestista statunitense (n. 1944)
- Jan Wimmer, calciatore cecoslovacco (n. 1903)
- Tahir Yahya, generale e politico iracheno (n. 1916)
- Ginés de Albareda, poeta spagnolo (n. 1908)
- Basili de Rubí, religioso e storico spagnolo (n. 1899)